# Rezerwat przyrody Dolina Szklarki
Rezerwat przyrody Dolina Szklarki – leśny rezerwat przyrody w Parku Krajobrazowym Dolinki Krakowskie, w gminie Jerzmanowice-Przeginia, w powiecie krakowskim, w województwie małopolskim. Położony na wschodnim zboczu środkowej części Doliny Szklarki, między miejscowościami Szklary i Jerzmanowice, nad potokiem Szklarka. Zajmuje powierzchnię 46,69 ha (akt powołujący podawał 47,29 ha).
Utworzony w 1989 celem ochrony różnorodnych i dobrze zachowanych zespołów leśnych porastających skaliste stoki doliny: buczyny karpackiej, jaworzyny górskiej, grądów, a także muraw kserotermicznych i naskalnych. Na terenie rezerwatu znajdują się liczne, wystające z ziemi skałki wapienne. Jedna z nich przecięta jest bardzo oryginalną pionową szczeliną. W pobliżu rezerwatu znajduje się źródło „Pióro” (wywierzysko krasowe). W przełomie doliny znajduje się pomnik przyrody – skałka dolnokarbońskiego wapienia przecięta żyłą porfiru.

## Szlak turystyki pieszej
– czerwony szlak okrężny. Wychodząc nim ze Szklar w kierunku wschodnim przejdziemy cały leśny rezerwat.